# موسم أعاصير المحيط الأطلسي 2017
موسم أعاصير المحيط الأطلسي 2017 هو الحدث السنوي الجاري لتكون الأعاصير الاستوائية في حوض المحيط الأطلسي. يعتبر الموسم نشطاً للغاية حيث تكونت خلاله حتى الآن 5 أعاصير كبيرة وهو الرقم الأكبر منذ عام 2010 كما شهد أكبر قوة أعاصير مجتمعة منذ عام 2005. يعتبر هذا الموسم أحد أكثر المواسم تكلفةً بأضرار تخطت 186.7 مليار دولار أمريكي، وقعت أغلبها خلال الأعاصير الثلاثة الأكبر (هارفي وإيرما وماريا). كما أن هذا الموسم هو أحد ستة مواسم التي شهدت أعاصير متكررة من الفئة الخامسة في نفس الموسم. واعتبر إعصار إيرما أقوى إعصار يتشكل في المحيط الأطلسي خارج خليج المكسيك والبحر الكاريبي في التاريخ. بالإضافة لذلك، فإن موسم 2017 هو الموسم الوحيد الذي شهد ثلاثة أعاصير تسببت في خسائر بدرجة 40 على مقياس ACE.